# Aboubacar Mario Bangoura
Aboubacar Mario Bangoura, né en 1977, est un arbitre guinéen de football. Il arbitre lors des éliminatoires de la Coupe du monde de la FIFA 2014.